# Wapen van Ham

Het wapen van Ham

Het wapen van Ham werd op 6 juni 1989, per ministerieel besluit, officieel toegekend aan de Limburgse gemeente Ham. Op 8 november 1989 werd het, met een nieuwe omschrijving, in gebruik bevestigd in het Belgisch Staatsblad bekendgemaakt.

## Blazoenering
De blazoenering van het wapen luidt als volgt:
Gedwarsbalkt van acht stukken van zilver en van keel met een leeuw van sabel, gekroond van goud, over alles heen.
Het wapen bestaat uit afwisselend een zilveren en vier rode dwarsbalken. Over alle balken heen staat een zwarte leeuw, met gouden kroon. Hoewel goud en zilver elkaar officieel niet mogen raken in de heraldiek, is dit wapen geen raadselwapen, omdat een onderdeel van een wapenstuk (in dit geval de kroon) wel metaal op metaal mag zijn.

## Geschiedenis
Gedurende het ancien régime omvatte de heerlijkheid van Ham, genaamd het Land van Ham, grofweg het gebied van Kwaadmechelen, Oostham en Beverlo. Deze heerlijkheid had ook een eigen schepenbank. Een van de zegels van de schepenbank uit 1704 vormt de basis van het gemeentewapen dat de fusiegemeente Ham, die in 1977 is ontstaan uit de gemeenten Kwaadmechelen en Oostham, als wapen heeft gekozen. Het zegel en het wapen zijn beide gebaseerd op het familiewapen van de familie Van Hoensbroeck, die tussen 1557 en 1684 eigenaar was van de heerlijkheid.

## Vergelijkbare wapens
Het wapen van Ham stamt af van het wapen van Loon en kan daardoor met de volgende wapens vergeleken worden:

Stamwapen van de familie van Van Hoensbroeck
Wapen van de grafelijke familie
Het wapen van Hoensbroek